# Niko Hurme
Pour les articles homonymes, voir Hurme et Kalma.
 (janvier 2019).
Si vous disposez d'ouvrages ou d'articles de référence ou si vous connaissez des sites web de qualité traitant du thème abordé ici, merci de compléter l'article en donnant les références utiles à sa vérifiabilité et en les liant à la section « Notes et références ».
Niko Hurme, aussi connu sous son nom de scène Kalma, est un bassiste finlandais né le 10 novembre 1974 à Karkkila.
Il a été le bassiste du groupe finlandais Lordi de 2002 à 2005. Son costume représentait un biker-zombie. Son nom est tiré de la mythologie finnoise et signifie « odeur de mort. » Kalma a écrit et composé la chanson Kalmageddon. Il partit du groupe pour des raisons personnelles.

## Discographie
Avec Lordi :
- Get Heavy (2003)
- The Monsterican Dream (2004)
- The Monster Show (2005)